# Гёрде
Гёрде (нем. Göhrde) — община в Германии, в земле Нижняя Саксония.
Входит в состав района Люхов-Данненберг. Подчиняется управлению Замтгемайнде Эльбталауэ. Население составляет 633 человека (на 31 декабря 2010 года). Занимает площадь 40,71 км².
Коммуна подразделяется на 12 сельских округов.